# James Cameron (general)
Sir James Cameron, britanski general, * 1900, † 1965.